# Stollergrund (Kieler Förde)

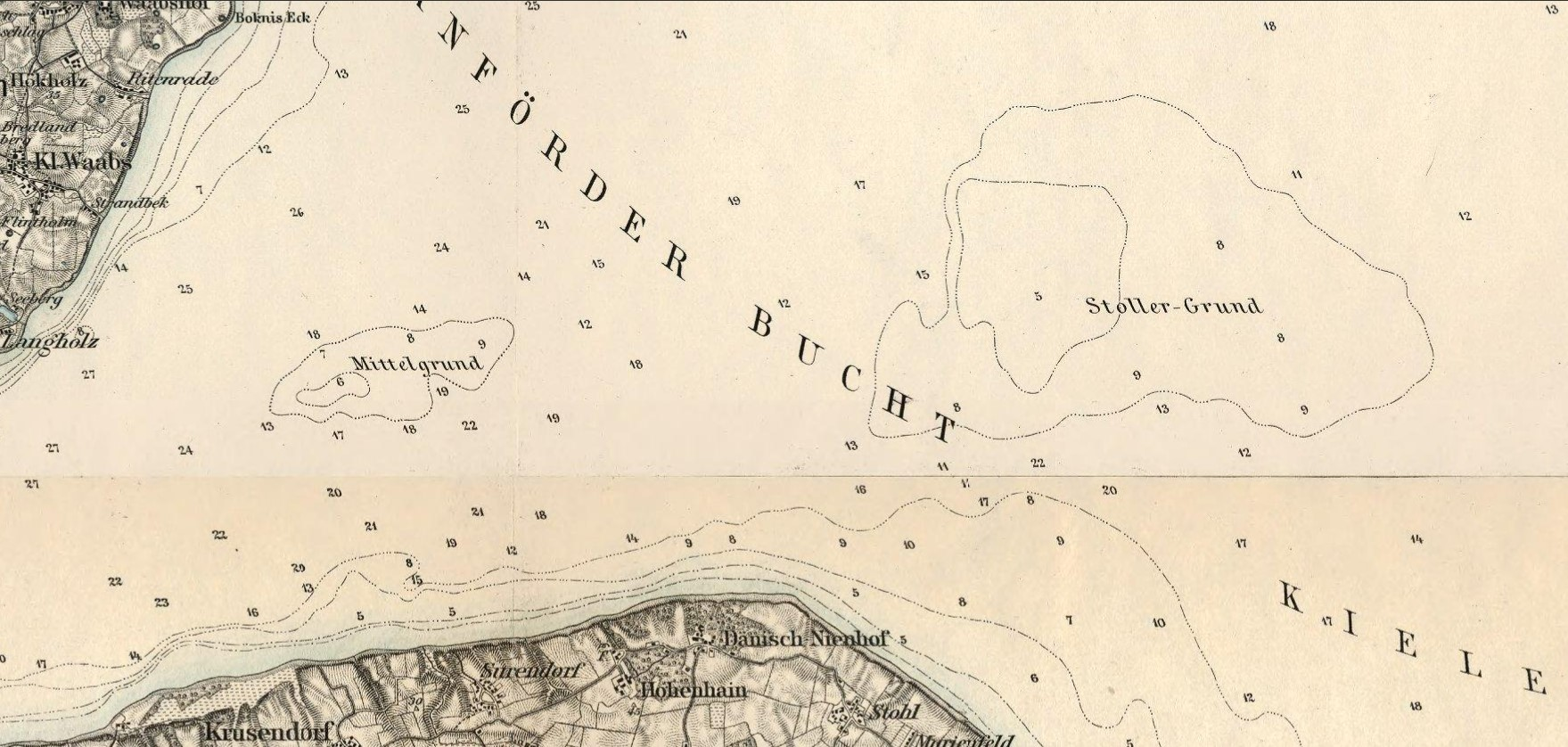
Die Untiefe Stollergrund um 1879

Der Stollergrund  ist eine Untiefe in der Kieler Förde in der Ostsee. Ihre flachste Stelle hat eine Wassertiefe von fünf Meter bei Mittelwasser. Sie besteht aus einer Sandbank, die mit einzelnen Findlingen bedeckt ist. Die maximale Länge in zehn Meter Tiefe liegt mit 7,9 Kilometer in Ostwestrichtung und die größte Breite mit 4,5 Kilometer in Nordsüdrichtung. Als Warnung vor den Untiefen des Stollergrund ist im Leuchtturm Bülk am Nordrand der Kieler Förde ein roter Sektor für die Schifffahrt eingerichtet worden.
Mit Beginn des neunzehnten Jahrhunderts bis in die 1970er Jahre wurden im Stollergrund Findlinge vom Boden gehoben und für den Bau von Hafenanlagen verwendet. Dieser Gewerbezweig wurde als Steinfischerei bezeichnet. Wegen der negativen Auswirkungen auf den natürlichen Küstenschutz und dem Schutz der Habitate für viele Arten wurde die Steinfischerei im Jahre 1974 an der damals noch westdeutschen Ostseeküste verboten.
Der Stollergrund ist Teilgebiet des NATURA 2000-Schutzgebietes DE 1526-391 FFH-Gebiet Südküste der Eckernförder Bucht und vorgelagerte Flachgründe und des europäischen Vogelschutzgebietes DE 1525-491 Eckernförder Bucht mit Flachgründen. Das Gebiet ist Überwinterungsgebiet für Eider-, Schell- und Reiherenten. Sie tauchen dort nach Muscheln, die die Findlinge am Sandboden in großer Zahl besiedeln. In den Jahren 2015 bis 2017 wurde im Auftrag des Landesamtes für Landwirtschaft, Umwelt und ländliche Räume des Landes Schleswig-Holstein (LLUR) die Artenvielfalt auf den Findlingen im Stollergrund durch Forschungstaucher untersucht. Ziel der Forschungen war es, die in diesem Gebiet vorkommenden FFH-Lebensraumtypen: 1110 Sandbänke mit nur schwacher ständiger Überspülung durch Meerwasser und 1170 Riffe besser zu beschreiben und für die Zukunft den Erhaltungszustand dieser FFH-Lebensraumtypen mit kostengünstigen Methoden überwachen zu können.
Da wegen der Findlinge im Seegebiet keine Fischerei stattfindet, wird der Stollergrund für Seebestattungen genutzt.